# Alain Traoré
Sibiri Alain Traoré, mais conhecido como Alain Traoré, ou simplesmente Traoré (Bobo Dioulasso, 1 de janeiro de 1988), é um futebolista burquinense que atua como atacante e meia. Atualmente joga pela Renaissance Sportive de Berkane.

## Carreira
Alain possui 47 partidas pela Seleção Burquinense, tendo marcado 18 gols entre elas. representou o elenco da Seleção Burquinense de Futebol no Campeonato Africano das Nações de 2015.

## Títulos
Burkina Faso
- Campeonato Africano das Nações: 2013 - 2º Lugar.